# 20376 Joyhines
A 20376 Joyhines (ideiglenes jelöléssel 1998 KB44) a Naprendszer kisbolygóövében található aszteroida. A LINEAR projekt keretében fedezték fel 1998. május 22-én.